# Toremansmolen
De Toremansmolen is een maalvaardige windkorenmolen in de Belgische gemeente Arendonk. Het is een achtkante houten bovenkruier, gebouwd in 1809 en sinds 18 oktober 1943 een beschermd monument. Hij is de enige overgebleven molen van dit type in de provincie Antwerpen. Ook is hij de enige houten achtkantmolen die zowel een graan- als een oliemolen herbergt. Beheerder van het monument is de heemkundige kring van Arendonk. Door de bebouwing die in 1995 dicht rondom de molen werd neergezet, is er nauwelijks nog windvang.

## Geschiedenis
Bij de bouw werden onderdelen van de in 1435 opgerichte standerdmolen van de Madritten in Arendonk hergebruikt. Deze laatste was tijdens een storm in 1808 omgewaaid.
De Toremansmolen werd in 1854 door de molenaarsfamilie Raeymaekers overgenomen. Zij bezat reeds enkele molens en stond in het dorp ook bekend als die van de Toreman, vandaar de naam Toremansmolen.
In 1859 verhuisde de olieslagerij van boerderij de Blauwhoef op de Wampenberg naar de kelder van de molen. Tot in 1946 werd er olie geslagen, en tot in 1951 graan gemalen. Sinds de restauratie op 21 juni 2007 wordt er opnieuw olie geslagen.

## Restauraties en onderhoud

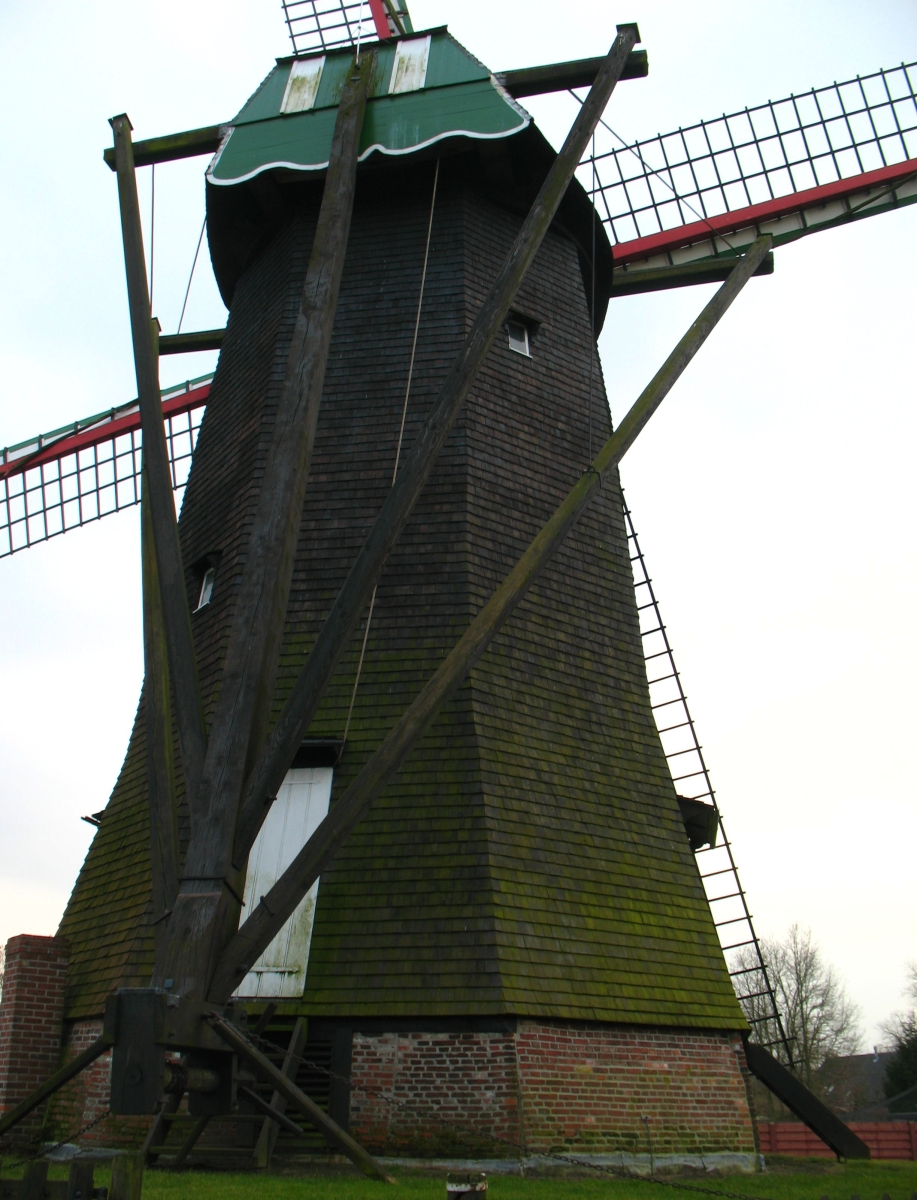

In 1957 en 1970 voerde de firma Caers uit Retie uitwendige restauratiewerken uit. Het Arendonks gemeentebestuur kocht het monument in 1980 en in 1987-'88 maakte Caers de molen opnieuw maalvaardig. Hierna volgde in 2006 nog een grote onderhoudsbeurt waarbij de romp, de wieken en het binnenwerk werden aangepakt. Begin 2021 werd opnieuw een nodige restauratie uitgevoerd om de molen opnieuw in alle richtingen te doen draaien.

## Technische gegevens
De molen heeft
- gelaste stalen roeden van 26,30m, gemaakt door Claessen uit Arendonk.
- twee koppels kunststenen van 1,6m en 1,4m met concentrisch zwaaipandscherpsel waarvan de overbrenging 1:5 bedraagt, en een sleepluiwerk van 1,5m, eiken slagbank van 2,6m. Overbrenging: 1 op 5.
- kollergang van blauwe steen (arduin) met een diameter van 1,5m.
- een 2,6m lange, eiken slagbank.

- Inventaris van het Bouwkundig Erfgoed (Vlaanderen): 75493